# Kleinbahn Weidenau–Deuz
| Der alte Bahnhof in Deuz, Berg- und Straßenseite |                                            |                                     |                                     |
| Streckennummer: | 9273                                       |                                     |                                     |
| Kursbuchstrecke (DB): | ehem. 239n (1944, 1946), 239d (1960, 1963) |                                     |                                     |
| Streckenlänge: | 16,1 km                                    |                                     |                                     |
| Spurweite: | 1435 mm (Normalspur)                       |                                     |                                     |
| |                                            |                                     |                                     |
| \| \| \| Ruhr-Sieg-Strecke von Siegen \| \| \| \| \| Dillstrecke von Gießen \| \| \| \| 0,00 \| Siegen-Weidenau \| Siegen-Weidenau \| \| \| \| Ruhr-Sieg-Strecke nach Hagen \| \| \| \| 0,23 \| Weidenau Vorbahnhof \| Weidenau Vorbahnhof \| \| \| 1,00 \| Weidenau-Kupferwerk \| Weidenau-Kupferwerk \| \| \| 1,40 \| Weidenau-Wasserwerk \| Weidenau-Wasserwerk \| \| \| 2,20 \| Industriegleis Herrenwiese \| Industriegleis Herrenwiese \| \| \| 2,90 \| Dreis-Tiefenbach SEAG \| Dreis-Tiefenbach SEAG \| \| \| \| Siegstraße (früher ) \| \| \| \| \| \| \| \| \| 3,06 \| Dreis-Tiefenbach Strecke überbaut \| Dreis-Tiefenbach Strecke überbaut \| \| \| \| \| \| \| \| 4,49 \| Dreis-Tiefenbach Ost \| Dreis-Tiefenbach Ost \| \| \| 6,00 \| Netphen Siemag \| Netphen Siemag \| \| \| \| Reservierte Trasse hinter der ... \| \| \| \| \| ... neuen L 729 und der Sieg \| \| \| \| 6,83 \| Netphen (Sieg) \| Netphen (Sieg) \| \| \| \| Sieg \| \| \| \| \| \| \| \| \| \| Walzenwerk Irle, Werk I \| \| \| \| 11,035 \| ehemalige ... \| ehemalige ... \| \| \| 11,235 \| ... Abzweige \| ... Abzweige \| \| \| 11,49 \| Deuz (Kr Siegen) \| Deuz (Kr Siegen) \| \| \| \| Albert-Irle-Straße (L 719) \| \| \| \| \| Walzenwerk Irle, Werk II \| \| \| \| 13,31 \| Salchendorf \| Salchendorf \| \| \| 14,40 \| Helgersdorf \| Helgersdorf \| \| \| \| \| \| \| \| \| Fa. Gräbener Streckenende 1982–2004 \| \| \| \| \| \| \| \| \| 16,25 \| Irmgarteichen-Werthenbach \| Irmgarteichen-Werthenbach \| |                                            |                                     |                                     |
| |                                            | Ruhr-Sieg-Strecke von Siegen        |                                     |
| Abzweig geradeaus und von rechts |                                            | Dillstrecke von Gießen              | Dillstrecke von Gießen              |
| Bahnhof | 0,00                                       | Siegen-Weidenau                     | Siegen-Weidenau                     |
| Abzweig geradeaus und nach links |                                            | Ruhr-Sieg-Strecke nach Hagen        | Ruhr-Sieg-Strecke nach Hagen        |
| ehemaliger Bahnhof | 0,23                                       | Weidenau Vorbahnhof                 | Weidenau Vorbahnhof                 |
| ehemaliger Haltepunkt / Haltestelle | 1,00                                       | Weidenau-Kupferwerk                 | Weidenau-Kupferwerk                 |
| ehemaliger Haltepunkt / Haltestelle | 1,40                                       | Weidenau-Wasserwerk                 | Weidenau-Wasserwerk                 |
| Abzweig geradeaus und von links | 2,20                                       | Industriegleis Herrenwiese          | Industriegleis Herrenwiese          |
| Betriebsstelle Strecke ab hier außer Betrieb | 2,90                                       | Dreis-Tiefenbach SEAG               | Dreis-Tiefenbach SEAG               |
| Bahnübergang (Strecke außer Betrieb) |                                            | Siegstraße (früher )                | Siegstraße (früher )                |
| |                                            |                                     |                                     |
| Bahnhof (Strecke außer Betrieb) | 3,06                                       | Dreis-Tiefenbach Strecke überbaut   | Dreis-Tiefenbach Strecke überbaut   |
| |                                            |                                     |                                     |
| Haltepunkt / Haltestelle (Strecke außer Betrieb) | 4,49                                       | Dreis-Tiefenbach Ost                | Dreis-Tiefenbach Ost                |
| Haltepunkt / Haltestelle (Strecke außer Betrieb) | 6,00                                       | Netphen Siemag                      | Netphen Siemag                      |
| |                                            | Reservierte Trasse hinter der ...   |                                     |
| |                                            | ... neuen L 729 und der Sieg        |                                     |
| Bahnhof (Strecke außer Betrieb) | 6,83                                       | Netphen (Sieg)                      | Netphen (Sieg)                      |
| |                                            | Sieg                                |                                     |
| |                                            |                                     |                                     |
| Betriebsstelle Streckenanfang |                                            | Walzenwerk Irle, Werk I             | Walzenwerk Irle, Werk I             |
| | 11,035                                     | ehemalige ...                       | ehemalige ...                       |
| | 11,235                                     | ... Abzweige                        | ... Abzweige                        |
| Bahnhof · Dienststation / Betriebs- oder Güterbahnhof | 11,49                                      | Deuz (Kr Siegen)                    | Deuz (Kr Siegen)                    |
| Bahnübergang · Bahnübergang |                                            | Albert-Irle-Straße (L 719)          | Albert-Irle-Straße (L 719)          |
| Strecke · Strecke nach links · Betriebsstelle Streckenende und quer |                                            | Walzenwerk Irle, Werk II            | Walzenwerk Irle, Werk II            |
| | 13,31                                      | Salchendorf                         | Salchendorf                         |
| Bahnhof (Strecke außer Betrieb) | 14,40                                      | Helgersdorf                         | Helgersdorf                         |
| |                                            |                                     |                                     |
| Blockstelle (Strecke außer Betrieb) |                                            | Fa. Gräbener Streckenende 1982–2004 | Fa. Gräbener Streckenende 1982–2004 |
| |                                            |                                     |                                     |
| Kopfbahnhof Streckenende (Strecke außer Betrieb) | 16,25                                      | Irmgarteichen-Werthenbach           | Irmgarteichen-Werthenbach           |

Die Kleinbahn Weidenau–Deuz GmbH war eine Bahngesellschaft, die Eigentümerin der normalspurigen Bahnstrecke von Siegen-Weidenau nach Irmgarteichen-Werthenbach war.

## Geschichte
Die Kleinbahn Weidenau–Deuz GmbH wurde am 4. Juni 1904 gegründet. Das Kapital brachten zu gleichen Teilen das Königreich Preußen, die Provinz Westfalen und der Kreis Siegen auf. Ziel war es, das Amt Netphen im oberen Siegtal mit einer Bahn (Johannlandbahn) zu erschließen, nachdem die Omnibuslinie Siegen–Deuz der Netphener Omnibusgesellschaft – die erste in Deutschland überhaupt – die Erwartungen nicht erfüllt hatte. 
Der Personen- und Güterverkehr auf dem 11,3 Kilometer langen Teilstück von Weidenau nach Deuz wurde am 1. Dezember 1906 aufgenommen. Die Fortsetzung bis Irmgarteichen-Werthenbach (4,8 km) folgte für Personenzüge am 1. Dezember 1916 und für Güterzüge am 21. Mai 1917. Die Betriebsführung hatte die Kleinbahnabteilung der Provinzialverwaltung Westfalen in Münster übernommen, sie wurde auch vom Rechtsnachfolger Landschaftsverband Westfalen-Lippe weitergeführt. Zum 1. April 1955 wurde die Betriebsführung an die Siegener Kreisbahn (heute: Kreisbahn Siegen-Wittgenstein) übertragen. Am 1. Januar 1970 wurde die Kleinbahngesellschaft Weidenau–Deuz GmbH aufgelöst und ihr Vermögen auf die Siegener Kreisbahn übertragen, die mehr als 90 Prozent der Gesellschaftsanteile in Besitz hatte.
Über mehrere Jahrzehnte entwickelten sich die Verkehrsleistungen positiv. Zwischen 1940 und 1960 wurden jährlich über eine Million Fahrgäste befördert. Auch nach der Einstellung des Personenverkehrs am 25. Mai 1968 nahm der Güterverkehr noch zu. Erst in den Jahren ab 1990 begann der Rückgang. Seitdem werden nur noch eine Reihe von Gleisanschlüssen bedient. Das letzte Stück vom Anschluss der Firma Gräbener bis zum Bahnhof Irmgarteichen-Werthenbach wurde schon 1982 abgebaut. Das Teilstück Deuz–Irmgarteichen-Werthenbach ist am 29. Mai 2004 letztmals befahren worden und wurde Ende 2004 endgültig stillgelegt und bis auf eine Ausnahme in Netphen-Deuz demontiert.
Zwischen 1998 und 2008 setzte sich der Verein Pro Johannlandbahn für eine Reaktivierung der Strecke ein.

## Heutiger Zustand
Der reguläre Betrieb beschränkt sich heute auf den Bereich Weidenau Vorbahnhof bis Dreis-Tiefenbach, dort werden mehrere Industriebetriebe bedient. Mittlerweile endet das Gleis bei Streckenkilometer 2,9 im Alstom-Werk (ehemals SEAG). Dieses stellt Drehgestelle für Schienenfahrzeuge her, früher ganze Güterwaggons.
Außerdem ist von Netphen bis Deuz ein Radweg auf den ehemaligen Gleisen entstanden. In Netphen nimmt die Umgehungsstraße Teile der ehemaligen Bahnstrecke ein; bei ihrer Planung wurde zwar noch die Fläche für ein Gleis freigehalten, aber auf der ortsabgewandten Seite und damit schon ohne Ersatz für den früheren Bahnhof.

## Industriebahn Walzen-Irle Deuz
Seit 29. Mai 2004 wird in Deuz im Walzenwerk Irle ein Inselbetrieb durchgeführt. Bei der Stilllegung blieb die Lok V 33 der Siegener Kreisbahn im Walzenwerk und übernahm den regelmäßigen Betrieb zwischen Werk I und Werk II. Dazu kaufte Irle 200 Meter Bahnhofsgleis in Deuz sowie ein Nebengleis, um eine Umsetzmöglichkeit zu haben. Nach dem Einbau von Weichen wurden die Verbindungen zum ehemaligen Streckengleis demontiert. 2006 wurde V 60 1175 von OnRail aufgearbeitet und von der Fa. Irle gekauft. Am 20. Oktober 2006 erfolgte der Tausch der V 33 gegen die V 60 per Tieflader. Für den Werkverkehr sind acht Güterwagen vorhanden. In der Gießerei im Werk II (Gleislänge 320 Meter) werden die Walzenrohlinge abgeholt und zur Bearbeitung nach Werk I (Gleislänge 500 Meter) gebracht. Nach der Bearbeitung werden die Späne wieder zur Gießerei gefahren und die Fertigwaren kommen zum Versandgleis, ebenfalls in Werk II.

## Fahrzeuge
Die Kleinbahn kaufte von der Preußischen Staatsbahn einen Salonwagen, der ursprünglich ein Hofsalonwagen des Kurfürstentums Hessen war und also vor 1866 gebaut worden sein muss, um ihn als Dienstsalonwagen einzusetzen und an den Fürsten von Wittgenstein zu vermieten. Das Fahrzeug wurde erst 1938 ausgemustert.
Die Kreisbahn setzte Diesellokomotiven von Jung-Jungenthal (Bauart R 42 C) ein.
1955 wurden zwei Uerdinger Schienenbusse mit einem 110-kW-Motor (150 PS) beschafft. Außerdem wurden drei Beiwagen, davon einer mit Gepäckabteil beschafft. 1956 und 1960 kam jeweils ein weiterer Triebwagen hinzu, 1960 zwei Beiwagen, davon wieder einer mit Gepäckabteil. Während die letzten beiden Triebwagen schon bei Ablieferung über eine Mehrfachsteuerung verfügten, wurde diese bei den ersten beiden 1960 nachgerüstet. Die Triebwagen unterschieden sich nicht nur durch die einmotorige Ausführung von den VT 98, sondern auch durch die Übersetzfenster, die zur Hälfte geöffnet werden konnten. Teilweise wurden Traktionen aus allen Trieb- und Beiwagen gefahren. Die Farbgebung des Wagenkastens war ein helles Grün, Fensterband, Dach und die Unterkante des Wagenkasten waren dunkelgrün gehalten. Nach Einstellung des Personenverkehrs wurden die Triebwagen an die AKN Eisenbahn verkauft, die Beiwagen gingen ebenfalls an die AKN (zwei), die Schleswiger Kreisbahn, die EBOE und die Hohenzollerische Landesbahn.
Bereits 1962 war der 1939 in Dienst gestellte Triebwagen KWD VT 20, der wegen des Kriegsbeginns ein Einzelstück bleiben sollte, verkauft worden.